# Градска општина Костолац
Градска општина Костолац је једна од две градске општине града Пожаревца, заједно са градском општином Пожаревац.
Костолац је имао статус општине Пожаревачког среза у периоду између 1949. до 1956. године, после тога је подручје бивше општине Костолац ушло у састав општине Пожаревац. 1990. године одржан је референдум на ком се 97,8% гласача изјаснило да се формира општина Костолац, Та идеја није остварена до данашњих дана. Најновијим Законом о територијалној организацији Републике Србије донесеним 27. децембра 2007. године некадашња општина Пожаревац је добила статус града па је тако добијена могућност за формирање општине Костолац као градске општине града Пожаревца, а не као самосталне. Површина општине је 10290 ha.
Новим статутом града Пожаревца је у члану бр. 3 наведено да су на територији града Пожаревца градске општине: Пожаревац и Костолац. Начин одређивања насељених места односно подручја катастарских општина која улазе у састав градских општина, врсте органа и послове из надлежности града које врше градске општине, Скупштина града уредиће посебном одлуком о спровођењу Статута града. Планирано је да у састав општине уђу следећа насељена места: Костолац, Село Костолац (познато и као Стари Костолац), Острово, Кленовник, Петка и Дрмно. Насеља ће се на референдумима опредељивати да ли желе да уђу у састав градске општине Костолац. Након референдума одржаног 5. 8. 2009. и 25.08.2009. грађани месне заједнице Дрмно су одбили да буду у саставу Градске општине Костолац, док остала насеља одлуком својих бирача потврђеном на референдуму улазе у састав новоформиране општине Костолац. Локални избори за скупштину градске општине су одржани 06 децембра 2009. године. Председник градске општине је Владимир Вила (СПС), а председник скупштине градске општине је Др Емил Андрун (ДС). Општина је према попису из 2002. године имала 13500 становника.
| Површина насеља и број становника насеља Градске општине Костолац. |               |       |      |       |       |       |       |       |       |
| насеље                                                             | површина у ha | 1948. | 1953 | 1961. | 1971. | 1981. | 1991. | 2002. | 2011. |
| Кленовник                                                          | 1078          | 535   | 564  | 714   | 930   | 535   | 969   | 904   | 1027  |
| Костолац                                                           | 1047          | 2946  | 4332 | 4981  | 6678  | 9274  | 9993  | 9313  | 9264  |
| Острово                                                            | 2072          | 1150  | 1209 | 1707  | 1716  | 877   | 771   | 685   | 684   |
| Петка                                                              | 1282          | 1736  | 1830 | 2039  | 1830  | 1733  | 1430  | 1285  | 1164  |
| Село Костолац                                                      | 4798          | 1583  | 1637 | 1852  | 802   | 1223  | 1000  | 1313  | 1188  |
| ГО Костолац                                                        | 10277         | 7950  | 9572 | 11293 | 11956 | 13642 | 14163 | 13500 | 13604 |

## Локална самоуправа
Локални избори 6. децембра 2009.
| Састав градске општине | мандата |
| ---------------------- | ------- |
| СПС ПУПС ЈС            | 5       |
| ДС                     | 4       |
| СНС                    | 3       |
| Г17+                   | 2       |
| ЛДП                    | 2       |
| ДСС НС                 | 2       |
| ГГ                     | 2       |
| СПО                    | 1       |

Локални избори 15. децембра 2013. Учествује 7 изборних листа, право гласа има 11.570 уписаних бирача.
| Састав градске општине | гласова | процената | мандата |
| ---------------------- | ------- | --------- | ------- |
| ДС                     | 792     | 12.00     | 2       |
| УРС                    | 630     | 9.54      | 2       |
| ГГ                     | 104     | 1.58      | 0       |
| СНС (НС,СПО,ПС)        | 3004    | 45.51     | 11      |
| ЛДП                    | 477     | 7.23      | 1       |
| СРС                    | 130     | 1.97      | 0       |
| СПС ПУПС ЈС            | 1464    | 22.18     | 5       |

Локални избори 24. децембра 2017.
| Састав градске општине | процената | мандата |
| ---------------------- | --------- | ------- |
| СНС-СПС                | 64.84     | 15      |
| ДС                     | 12.57     | 2       |
| ГГ Искорак             | 9,17      | 2       |
| Двери                  | 8,01      | 1       |
| ПУПС-СРС               | 5,41      | 1       |

Локални избори 21. јуна 2020.
| Састав градске општине         | гласова | процента | мандата |
| ------------------------------ | ------- | -------- | ------- |
| СНС-ПУПС                       | 4081    | 65.0     | 16      |
| СПС-ЈС                         | 1011    | 16.1     | 4       |
| СРС                            | 114     | 1.8      | 0       |
| ГГ Искорак                     | 386     | 6.2      | 1       |
| Независна листа Милан Грубетић | 193     | 3.1      | 0       |
| Влашка странка "Мост"          | 109     | 1.7      | 0       |
| СПП-ДПМ                        | 88      | 1.4      | 0       |

Локални избори 2. јуна 2024.
| Састав градске општине | гласова | процента | мандата |
| ---------------------- | ------- | -------- | ------- |
| СНС-СПС-ПУПС-СРС       | 3598    | 58.47    | 14      |
| ГГ Kостолцу и селима   | 549     | 8.92     | 2       |
| ПОКС                   | 539     | 8.76     | 2       |
| ГГ Искорак             | 436     | 7.52     | 1       |
| Народна - НПС          | 421     | 6.84     | 1       |
| Србија центар СРЦЕ     | 360     | 5.85     | 1       |